# Peritrichia dubia
Peritrichia dubia är en skalbaggsart som beskrevs av Schein 1959. Peritrichia dubia ingår i släktet Peritrichia och familjen Melolonthidae. Inga underarter finns listade i Catalogue of Life.